# Ле-Сент
Ле-Сент (фр. Îles des Saintes) — невеликий архіпелаг у складі Малих Антильських островів, який належить Гваделупі, яка, у свою чергу, є заморським департаментом Франції.
Населення всього архіпелагу станом на 2012 становила 2875 осіб. 

## Назва
Назва островів з французької мови перекладається як «Острів святих».

## Склад
Ле-Сент складається з 2 головних островів - Тер-де-Ба, його площа складає 9,45 км², і Тер-де-О, його площа 4,52 км², семи безлюдних островів і безлічі скель. 

### Острови
- Тер-де-Ба
- Тер-де-О
- Îlet à Cabrit
- Grand-Îlet
- la Coche
- les Augustins
- la Redonde
- le Pâté
- les Roches Percées

### Муніципалітети
- Тер-де-Ба
- Тер-де-О

## Історія
Групу островів відкрив Христофор Колумб в 1493 році. Він влаштував на одному з них тимчасову стоянку. У 1648 році на островах були висаджені одні з перших французьких поселенців. Офіційно Ле-Сент був визнаний територією Франції в 1816 році. На острові Тер-де-О розташована єдина гавань, в зв'язку з чим цей острів грає найважливішу економічну роль з усіх інших. На островах вирощуються банани, кава, перець, бавовна та інші сільськогосподарські культури.